# Convenios de Ginebra
Se conoce con el nombre de Convenios de Ginebra o Convenciones de Ginebra al conjunto de los cuatro convenios internacionales que regulan el derecho internacional humanitario —también conocido por ello como derecho de Ginebra— cuyo propósito es proteger a las víctimas de los conflictos armados. El primero fue firmado en la localidad suiza de Ginebra en 1864, un año después de la fundación del Comité Internacional de la Cruz Roja, con el fin de «lograr un pequeño ámbito de acuerdo universal sobre ciertos derechos de las personas en tiempo de guerra, específicamente, los derechos del cuadro médico a ser considerado neutral a fin de poder tratar a los heridos».
Los Convenios de Ginebra definen los derechos y protecciones otorgados a los no combatientes que cumplen con los criterios de ser personas protegidas. Los tratados de 1949 fueron ratificados, en su totalidad o con reservas, por 196 países. Los Convenios de Ginebra se refieren únicamente a los no combatientes protegidos en la guerra. El uso de armas convencionales en tiempos de guerra se aborda en las Conferencias de La Haya de 1899 y 1907 y la Convención sobre Ciertas Armas Convencionales de 1980, mientras que la guerra biológica y química en conflictos armados internacionales se aborda en el Protocolo de Ginebra de 1925.

## Convenciones y protocolos

### Convenciones
Las Convenciones de Ginebra han sido:
- La Primera Convención de Ginebra, que comprende el Convenio de Ginebra para el mejoramiento de la suerte que corren los militares heridos en los ejércitos en campaña de 1864, actualizado en las siguientes convenciones de 1906, 1929 y 1949.
- La Segunda Convención de Ginebra, que comprende el Convenio de Ginebra para el mejoramiento de la suerte de los militares heridos, enfermos o náufragos en las fuerzas armadas en el mar de 1906, actualizado en las siguientes convenciones de 1929 y 1949.
- La Tercera Convención de Ginebra, que comprende el Convenio de Ginebra para mejorar la suerte de los heridos y enfermos de los ejércitos en campaña y el Convenio de Ginebra relativo al trato de los prisioneros de guerra, ambos de 1929, actualizados en la siguiente convención de 1949.
- La Cuarta Convención de Ginebra, que comprende el Convenio de Ginebra relativo a la Protección de Personas Civiles en Tiempo de Guerra de 1949.

La última modificación de 1949 de los Convenios de Ginebra entró en vigor el 21 de octubre de 1950.

#### Contenido de las Convenciones

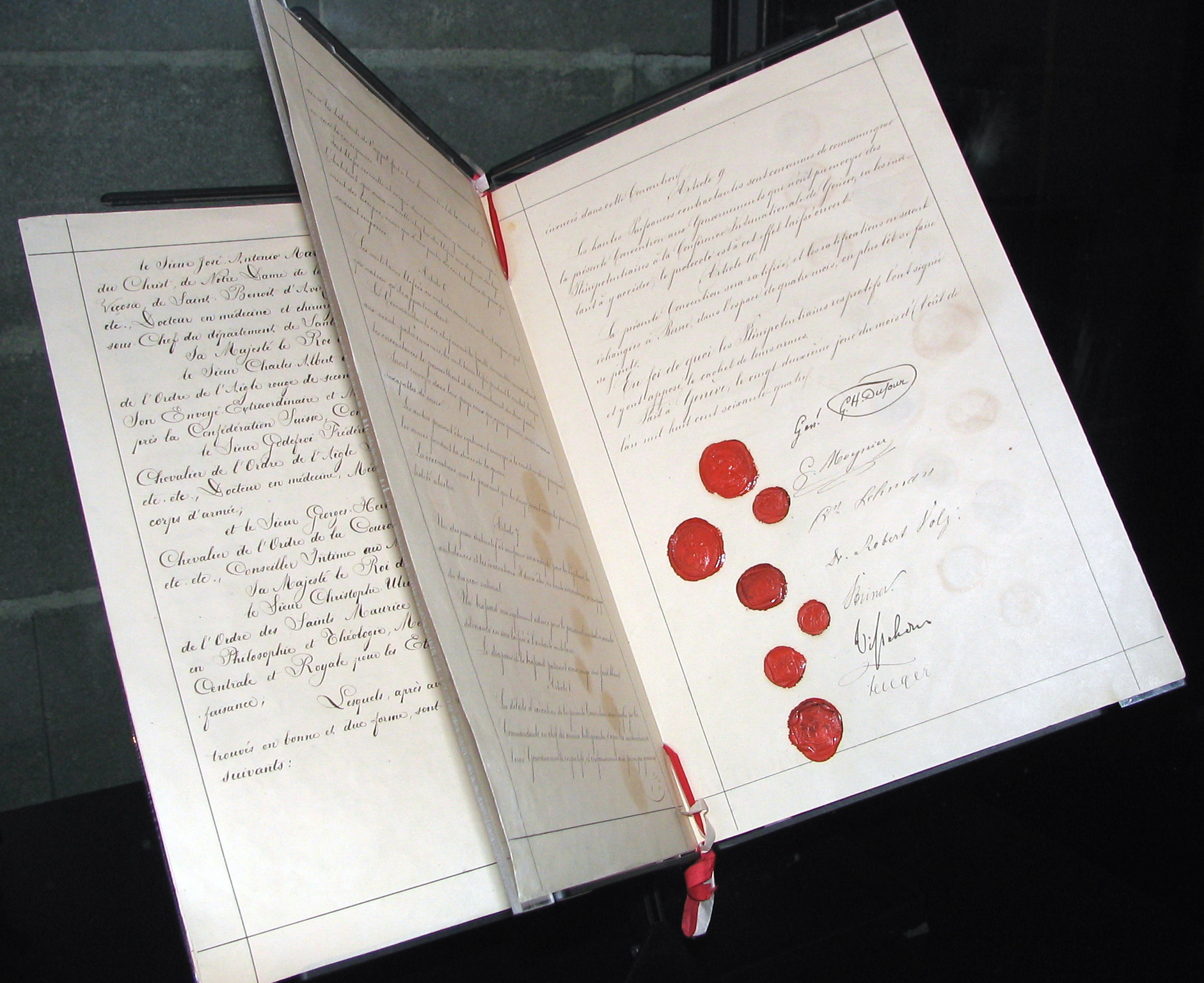
Un facsímil de la página de firmas y sellos de la Convención de Ginebra de 1864, que estableció reglas humanas de guerra.

El contenido de las 4 convenciones es el siguiente:
- I Convenio de Ginebra para Aliviar la Suerte que Corren los Heridos y Enfermos de las Fuerzas Armadas en Campaña: Este tratado se aplica en caso de guerra declarada o de cualquier otro conflicto armado que surja entre las partes contratantes, aunque una de ellas no haya reconocido el estado de guerra. También se aplica en caso de ocupación total o parcial del territorio, aunque la misma no encontrase resistencia. Todas las personas que no participen en las hostilidades, incluidos los miembros de las fuerzas armadas que hayan depuesto las armas y las personas puestas fuera de combate, serán tratadas con humanidad, sin distinción alguna. Se prohíben los atentados contra la vida y la integridad corporal, la toma de rehenes, los atentados contra la dignidad personal, las condenas dictadas y las ejecuciones sin previo juicio ante tribunal legítimo y con garantías judiciales. Los heridos y los enfermos serán recogidos y asistidos. En cada conflicto cada parte podrá tener una Potencia Protectora o un organismo que ofrezca garantías de imparcialidad, para ocuparse de salvaguardar sus intereses. Los miembros de las fuerzas armadas que estén heridos o enfermos tienen que ser respetados y protegidos en todas las circunstancias.

- II Convenio de Ginebra para Aliviar la Suerte que Corren los Heridos, los Enfermos y los Náufragos de las Fuerzas Armadas en el Mar: Este tratado tiene normas similares a las del Primer Convenio pero referidos a los miembros de las fuerzas armadas navales y a los náufragos. Legisla sobre las garantías de los barcos hospitales y sobre los transportes sanitarios. Incluye también la protección para el personal médico, sanitario y religioso de los barcos hospitales y sus tripulaciones.

- III Convenio de Ginebra relativo al trato debido a los prisioneros de guerra: Tiene las mismas Disposiciones Generales de los dos convenios anteriores. Este instrumento internacional protege a los prisioneros de guerra que están en poder de la potencia enemiga. Es esta la responsable de los mismos y no los individuos o los cuerpos de la tropa que los hayan capturado. No podrán ser transferidos sino a otra potencia que sea miembro del Convenio. Los prisioneros de guerra deben ser tratados humanamente en toda circunstancia. Se prohíben los actos u omisiones que causen la muerte o pongan en peligro la salud de los prisioneros. Los prisioneros tienen derecho al respeto de la persona y de su honor. El prisionero no está obligado a declarar más que sus datos personales y número de matrícula y, menos las armas, puede guardar sus objetos personales. Los prisioneros deben ser evacuados, con humanidad, lejos de la zona de combate para no correr peligro y pueden ser internados en un campamento en tierra firme y con todas las garantías de higiene y salubridad. El convenio legisla sobre el alojamiento, alimentación y vestimenta de los prisioneros de guerra y sobre la higiene y asistencia médica. El personal sanitario y religioso que hubiera sido retenido por la potencia detentará su rango y condición para asistir a los prisioneros, no será considerado prisionero de guerra y deberá contar con facilidades para prestar la asistencia médica y el auxilio religioso. Los oficiales prisioneros serán tratados con las consideraciones a su grado y edad.

- IV Convenio de Ginebra relativo a la protección debida a las personas civiles en tiempo de guerra: Este tratado se refiere a la protección general del conjunto de la población de los países en conflicto, sin distinción alguna, contra ciertos efectos de la guerra. Contiene las mismas disposiciones generales que los otros tres convenios. Las partes en conflicto podrán, de común acuerdo designar zonas neutralizadas para los heridos y enfermos, combatientes o no, y para las personas civiles que no participen en las hostilidades. Los heridos y los enfermos, así como las personas con discapacidad y las mujeres embarazadas serán objeto de protección y de respeto particulares. En ningún caso podrá atacarse a los hospitales, pero estos deberán abstenerse de efectuar actos perjudiciales para el enemigo. También se respetarán los traslados de heridos y de enfermos civiles, de las personas con discapacidad y de las parturientas.

### Protocolos
Las Convenciones de 1949 han sido modificadas por tres protocolos de reforma:
- Protocolo I (1977) relativo a la protección de las víctimas de los conflictos armados internacionales.
- Protocolo II (1977) relativo a la protección de las víctimas de los conflictos armados sin carácter internacional.
- Protocolo III (2005) relativo a la adopción de un emblema distintivo adicional.

Los protocolos entraron en vigor el 7 de diciembre de 1978.

## Aplicación
La Convención de Ginebra se aplica en tiempos de guerra o conflicto armado entre aquellos gobiernos que han ratificado sus términos. Los detalles de aplicabilidad se exponen en los Artículos Comunes 2 y 3. El tema de la aplicabilidad ha generado alguna controversia. Cuando la Convención de Ginebra se aplica, algunos gobiernos deben perder cierto grado de su soberanía nacional para cumplir la ley internacional. Estas leyes pueden no ser enteramente armoniosas con su constitución nacional o con sus valores no culturales. A pesar de las ventajas ofrecidas por las Convenciones a los individuos, las presiones políticas pueden causar que los gobiernos se muestren reacios a aceptar sus responsabilidades.

### Artículo Común 2 relativo a los Conflictos Armados Internacionales
Este artículo establece que las Convenciones de Ginebra se aplican para todos los casos de conflictos entre varios países, mientras exista al menos uno que haya ratificado la Convención. Principalmente:
- La Convención se aplica en todos los casos en los que los países firmantes de la Convención hagan una declaración de guerra. Este es el sentido original que apareció en 1949.
- La Convención se aplica en todos los casos de conflicto internacional, incluso en caso de que no haya una declaración de guerra. Esto se añadió en 1949 en los casos de acciones policiales.[5]
- La Convención se aplica a la nación signataria incluso si la nación contra la que lucha no ha firmado dicha Convención, pero esto sólo es válido si la nación contraria "acepta y aplica las provisiones" de los Convenios.

### Artículo Común 3 relativo a los Conflictos Armados No Internacionales
Este artículo establece que exista un mínimo de reglas de guerra también aplicada a aquellos conflictos armados que no tengan carácter internacional. La aplicabilidad de este artículo descansa en la interpretación del término conflicto armado. Por ejemplo se podrá aplicar en conflictos entre el Gobierno y las fuerzas rebeldes, o entre dos fuerzas rebeldes, o hacia otros conflictos que tengan todas las características de una guerra pero que estén contenidos en un único país. Un grupo de individuos atacando una comisaría de policía no será considerado un conflicto armado sujeto a este artículo, pero sí estará sujeto a las leyes del país.

## Historia

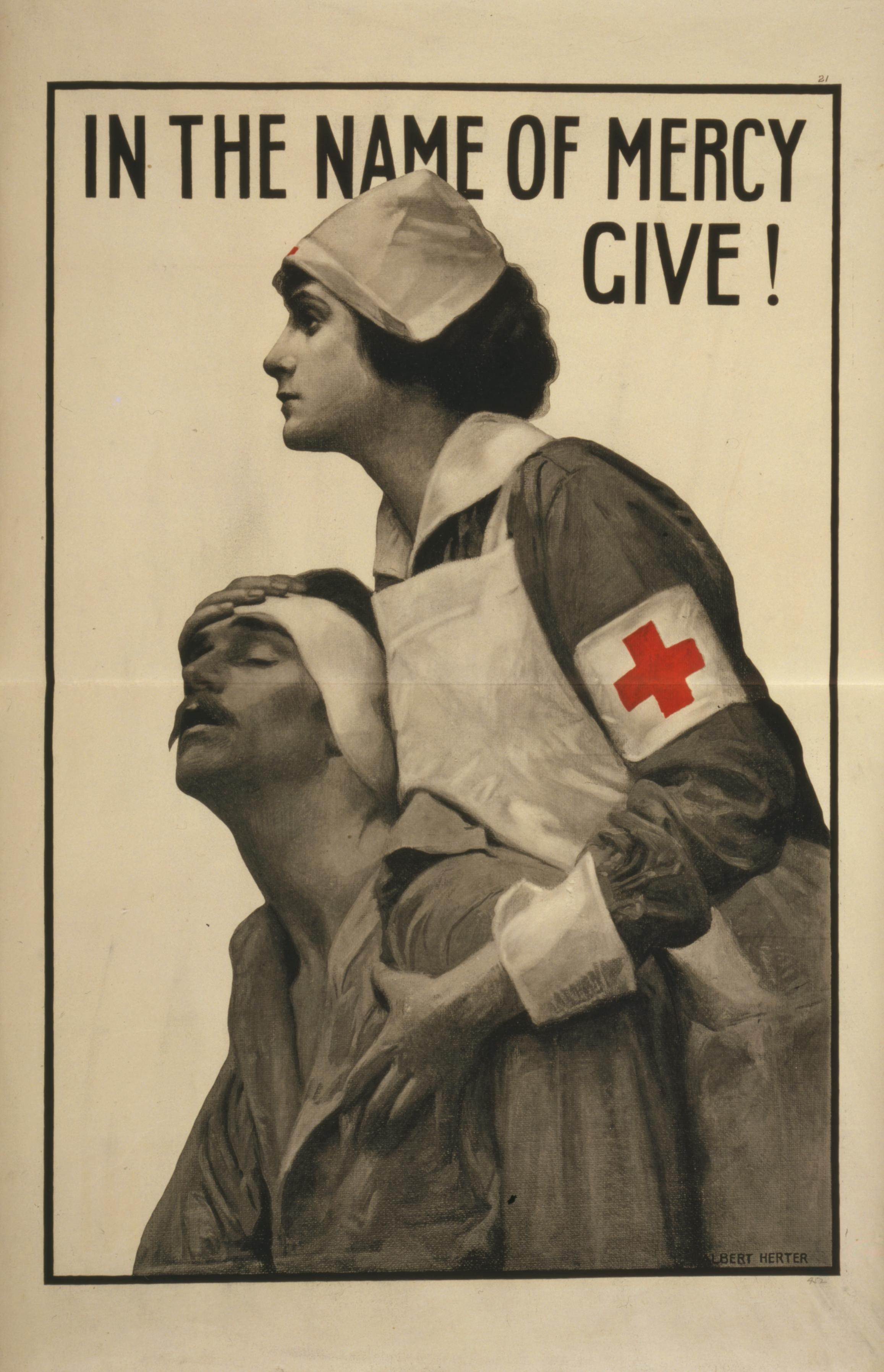
Un cartel de la Cruz Roja de la Primera Guerra Mundial.

El empresario suizo Henry Dunant fue a visitar a los soldados heridos después de la batalla de Solferino en 1859. Quedó impactado por la falta de instalaciones, personal y asistencia médica disponibles para ayudar a estos soldados. Como resultado, publicó su libro, Memoria de Solferino, en 1862, sobre los horrores de la guerra. Sus experiencias durante la guerra inspiraron a Dunant a proponer:
- Una agencia de ayuda permanente para la ayuda humanitaria en tiempos de guerra.
- Un tratado gubernamental que reconoce la neutralidad de la agencia y le permite brindar ayuda en una zona de guerra.

La primera propuesta condujo al establecimiento de la Cruz Roja en Ginebra. Esto último condujo a la Convención de Ginebra de 1864, el primer tratado internacional codificado que cubría a los soldados enfermos y heridos en el campo de batalla. El 22 de agosto de 1864, el gobierno suizo invitó a los gobiernos de todos los países europeos, además de los gobiernos de Estados Unidos, Brasil y México, a asistir a una conferencia diplomática oficial. Dieciséis países enviaron un total de veintiséis delegados a Ginebra. El 22 de agosto de 1864, la conferencia adoptó el primer Convenio de Ginebra «para aliviar la suerte de los heridos en los ejércitos en campaña». Representantes de 12 estados y reinos firmaron la convención:
- Confederación Suiza
- Gran Ducado de Baden
- Reino de Bélgica
- Reino de Dinamarca
- Reino de España
- Imperio francés
- Gran Ducado de Hesse
- Reino de Italia
- Reino de los Países Bajos
- Reino de Portugal y Algarves
- Reino de Prusia
- Reino de Wurtemberg

Por ambos logros, Henry Dunant recibió el primer Premio Nobel de la Paz en 1901.
El 20 de octubre de 1868 se llevó a cabo el primer intento fallido de ampliar el tratado de 1864. Con los 'Artículos adicionales relativos a la condición de los heridos de guerra' se inició un intento de aclarar algunas reglas de la convención de 1864 y extenderlas a la guerra marítima. Los artículos fueron firmados pero sólo ratificados por los Países Bajos y los Estados Unidos de América. Posteriormente, los Países Bajos retiraron su ratificación. La protección de las víctimas de la guerra marítima se materializaría posteriormente mediante el tercer Convenio de La Haya de 1899 y el décimo Convenio de La Haya de 1907.
En 1906, treinta y cinco estados asistieron a una conferencia convocada por el gobierno suizo. El 6 de julio de 1906 dio lugar a la adopción de la «Convención para aliviar la suerte de los heridos y enfermos de los ejércitos en campaña», que mejoró y complementó, por primera vez, la convención de 1864. Permaneció vigente hasta 1970, cuando Costa Rica accedió a los Convenios de Ginebra de 1949.
La conferencia de 1929 produjo dos convenciones que se firmaron el 27 de julio de 1929. Una, la Convención para aliviar la suerte de los heridos y enfermos de los ejércitos en campaña, fue la tercera versión que reemplazó la convención original de 1864. El otro fue adoptado después de que las experiencias de la Primera Guerra Mundial habían demostrado las deficiencias en la protección de los prisioneros de guerra bajo las Convenciones de La Haya de 1899 y 1907. La Convención relativa al tratamiento de los prisioneros de guerra no debía reemplazar estas convenciones anteriores firmadas. en La Haya. Más bien los complementó.
Hubo un debate considerable sobre si la Convención de Ginebra debería prohibir formas indiscriminadas de guerra, como los bombardeos aéreos, los bombardeos nucleares y el hambre. Aun así, no se llegó a ningún acuerdo sobre esas formas de violencia.
Inspiradas por la ola de entusiasmo humanitario y pacifista que siguió a la Segunda Guerra Mundial y la indignación por los crímenes de guerra revelados por los juicios de Núremberg y Tokio, en 1949 se celebró una serie de conferencias para reafirmar, ampliar y actualizar las anteriores Convenciones de Ginebra y La Haya. Produjo cuatro convenciones distintas:
- El Primer Convenio de Ginebra «para aliviar la suerte de los heridos y enfermos de las fuerzas armadas en campaña» fue la cuarta actualización del convenio original de 1864 y reemplazó al convenio de 1929 sobre el mismo tema.[20]
- El Segundo Convenio de Ginebra «para aliviar la suerte que corren los heridos, los enfermos y los náufragos de las fuerzas armadas en el mar» reemplazó al Convenio de La Haya (X) de 1907.[21] Fue el primer Convenio de Ginebra sobre la protección de las víctimas de la guerra marítima e imitaba la estructura y las disposiciones del Primer Convenio de Ginebra.[13]
- El Tercer Convenio de Ginebra «relativo al tratamiento debido a los prisioneros de guerra» reemplazó al Convenio de Ginebra de 1929 que trataba de los prisioneros de guerra.[22]
- Además de estos tres convenios, la conferencia también añadió un nuevo y elaborado Cuarto Convenio de Ginebra «relativo a la protección de personas civiles en tiempo de guerra». Fue el primer Convenio de Ginebra que no se ocupaba de los combatientes, sino que tenía como tema la protección de los civiles. Los Convenios de La Haya de 1899 y 1907 ya contenían algunas disposiciones sobre la protección de los civiles y los territorios ocupados. El artículo 154 establece específicamente que el Cuarto Convenio de Ginebra es complementario de estas disposiciones de los Convenios de La Haya.[23]

El tercer emblema del protocolo, también conocido como Cristal Rojo.

A pesar de la extensión de estos documentos, con el tiempo se descubrió que estaban incompletos. La naturaleza de los conflictos armados había cambiado con el comienzo de la era de la Guerra Fría, lo que llevó a muchos a creer que los Convenios de Ginebra de 1949 abordaban una realidad en gran medida extinta: por un lado, la mayoría de los conflictos armados se habían convertido en guerras internas o civiles, mientras que, por el otro, la mayoría de las guerras se habían vuelto cada vez más asimétricas. Los conflictos armados modernos estaban causando un costo cada vez mayor a los civiles, lo que generó la necesidad de brindar a las personas y bienes civiles protecciones tangibles en tiempo de combate, lo que supuso una actualización muy necesaria de las Convenciones de La Haya de 1899 y 1907.
A la luz de estos acontecimientos, en 1977 se adoptaron dos Protocolos que ampliaron los términos de los Convenios de 1949 con protecciones adicionales. En 2005, se añadió un tercer protocolo breve que establece un signo protector adicional para los servicios médicos, el Cristal Rojo, como alternativa a los omnipresentes emblemas de la Cruz Roja y de la Media Luna Roja, para aquellos países que los consideren objetables.